# Basket Club Valtarese 2000 2007-2008
Questa voce raccoglie le informazioni riguardanti il Basket Club Valtarese 2000 nelle competizioni ufficiali della stagione 2007-2008.

## Stagione
Nella stagione 2007-2008 il Roby Profumi Borgotaro ha disputato la Serie A2.

## Verdetti stagionali
- Serie A2: (32 partite)

stagione regolare: 14º posto nel Girone Nord su 16 squadre (8 vinte, 22 perse);
semifinali play-out persi contro Carugate (0-2).

## Rosa
|    | Naz.                | Ruolo | Sportivo           | Anno | Alt. |  |       |
| -- | ------------------- | ----- | ------------------ | ---- | ---- |  | ----- |
| 4  | Italia (bandiera)   | PG    | Francesca Iemmi    | 1979 | 174  |  |       |
| 5  | Italia (bandiera)   | PG    | Monica Carretta    | 1981 | 175  |  |       |
| 6  | Italia (bandiera)   | A     | Silvia Martini     | 1987 | 178  |  |       |
| 9  | Italia (bandiera)   | A     | Isabella Villa     | 1982 | 172  |  |       |
| 10 | Italia (bandiera)   | P     | Tania Cavagni      | 1988 | 172  |  |       |
| 11 | Italia (bandiera)   | GA    | Sara Beltrami      | 1987 | 183  |  |       |
| 12 | Italia (bandiera)   | AC    | Eleonora Catellani | 1985 | 185  |  |       |
| 13 | Italia (bandiera)   | G     | Gloria Marchini    | 1984 | 171  |  |       |
| 14 | Italia (bandiera)   | C     | Chiara Gandini     | 1987 | 190  |  |       |
| 15 | Ungheria (bandiera) | C     | Emese Gyuricza     | 1984 | 196  |  |       |
| 16 | Italia (bandiera)   | A     | Carola D'Ambros    | 1992 | 176  |  |       |
| 17 | Italia (bandiera)   | G     | Federica Bernardi  | 1992 | 170  |  |       |
| 18 | Italia (bandiera)   | G     | Giada Spagnoli     | 1992 | 172  |  | [ 1 ] |
| 19 | Italia (bandiera)   | G     | Francesca Gatti    | 1992 | 170  |  |       |
| 20 | Italia (bandiera)   | G     | Jessica Becci      | 1992 | 172  |  |       |
| 20 | Italia (bandiera)   | A     | Cecilia Rinaldi    | 1992 | 179  |  | [ 2 ] |